# 若いってすばらしい
「若いってすばらしい」（わかいってすばらしい）は1966年3月5日に発売された槇みちる（現・まきみちる）歌唱の日本の歌謡曲。

## 概要
60年代高度成長期の前向きで活力に溢れた世相を反映した爽やかで屈託の無い青春賛歌であり、坂本九のヒット曲「明日があるさ」（1963年）に触発されて作られた心情的アンサーソングでもある。
最初はNHKの若者向け番組「若い十代」で「今月のテーマソング」として披露され、大評判を呼び、レコード発売が決定。槇みちるの歌唱力とも相俟って同年を代表するヒット曲になった。なお槇がレギュラー出演していたテレビコメディ「いとはんと丁稚どん」（朝日放送制作・TBS系列）では、最終回1回前の第87話（1967年6月14日放送）で「若いってすばらしいの巻」が放送された（内容不明）。
作曲者の宮川泰は生前、自作曲の中でも本作が最も気に入っていると常々発言しており、自身の主宰する“名匠・宮川組”のコンサートの中でも必ず取り上げていた。
オリジナルと同年にペギー・マーチ、マリソルといった外国人歌手によってカバーされ、翌67年にはスクールメイツによってもカバーされた。さらに宮川が音楽を担当した2003年度後期のNHK連続テレビ小説「てるてる家族」ではグランドフィナーレとしてキャスト総参加で歌われ、ドラマの最後を締め括った。
1977年にTBS系列で放送された『みどころガンガン大放送』では、替え歌をテーマ曲として使用した。
2006年8月12日放送のNHK第38回思い出のメロディーにおいては、同年3月21日に死去した宮川泰への追悼の意味を込めてオープニングにて全員参加で合唱された。
2008年のFNS27時間テレビ!!みんな笑顔のひょうきん夢列島!!の「ネタ見せスナック若手芸人の集まる店」のCMに行く前の曲で使われた。元々はこの番組の原型「たけし・さんまの有名人の集まる店」のEDテーマであった。
2009年2月に放送を開始した、イチロー・松嶋菜々子が出演するキリン一番搾りのCMシリーズに、インストゥルメンタル（演奏のみ）で使用された。
2009年6月には、ABC・テレビ朝日系ドラマ「コールセンターの恋人」の中のHANAGATAテレビショッピングのテーマソングとして起用された。
「キリン一番搾り生ビール」のCMソングとしても使用されており、2009年8月1日から2012年3月29日までは、キリンビール横浜工場の最寄り駅である京急本線生麦駅において接近メロディとして使用されていた。編曲は塩塚博が手掛けた。
2010年度の日本音楽著作権協会（JASRAC）の著作権使用料分配額（国内作品）ランキングで年間7位を獲得した。
2011年にミッツ・マングローブがカバーした。
2022年6月に松浦ゴリエ（ガレッジセールのゴリが演じるキャラクター）が同曲を含む両A面シングルを"Gorie with Rei＆Misato"名義でリリースされた。

## 槇みちる盤
- 作詞：安井かずみ、作編曲：宮川泰
- コーラス：フォー・メイツ
- B面＝「消えた涙」（作詞：安井かずみ、作編曲：東海林修）
- 発売元：日本ビクター（音楽レコード事業部、現：ビクターエンタテインメント〈二代目〉）
- レコード番号：SV-377

## ペギー・マーチ盤
- 英題：Wakaitte Subarashii
- 作詞・作曲：K.Yasui、David Hess、Y.Miyagawa
- 発売元：日本ビクター
- B面＝「涙にぬれた恋（英語版）（日本語） (Tears on My Pillow)」（作詞・作曲：K.Yasui、Bradford、Lewis）
- レコード番号：SS-1643

## マリソル盤
- スペイン語題：Amor & Juventud
- 作詞・作曲：Kazumi Yasui、Yasushi Miyagawa、Masahiko Hayashi
- 発売元：キングレコード（レーベル：Seven Seas）
- B面＝「これが私の世界 (Il Mio Mondo E' Qui)」（作詞・作曲：G. Maniscalco、G. Torrebruno、E. S. Failla）
- レコード番号：HIT-1331

## スクールメイツ盤
- 作詞：安井かずみ、作編曲：宮川泰
- コーラス：スクールメイツ、オールスター・レオン
- 発売元：キングレコード
- B面＝「恋のジェンカ」（作詞：片桐和子、作編曲：宮川泰）
- レコード番号：BS-615

## ミッツ・マングローブ盤
- 作詞：安井かずみ、作曲：宮川泰、編曲：宮川彬良
- 発売元：日本コロムビア
- 収録曲

1. 若いってすばらしい
2. 五番街のマリーへ
3. ブルー・ライト・ヨコハマ
4. 若いってすばらしい（オリジナル・カラオケ）
5. 五番街のマリーへ（オリジナル・カラオケ）

## Gorie with Rei＆Misato盤
- 作詞：安井かずみ、作曲：宮川泰
- 発売元：よしもとミュージック
- 収録曲

1. 若いってすばらしい
2. 私のママは2個結び

## 参考図書
- 宮川泰『若いってすばらしい―夢は両手にいっぱい宮川泰の音楽物語』産經新聞出版（2007年3月）